# 莫勒 (卡尔瓦多斯省)
莫勒（法語：Mosles，法語發音：[mol] ⓘ）是法国卡尔瓦多斯省的一个市镇，属于巴约区。

## 地理
莫勒（49°18'34"N, 0°49'10"W）面积6.42 平方千米，位于法国诺曼底大区卡爾瓦多斯省，该省份为法国西北部沿海省份，北濒大西洋英吉利海峡，东北与滨海塞纳省以海上边界相接，东临厄尔省，南至奧恩省，西与芒什省接壤。
与莫勒接壤的市镇（或旧市镇、城区）包括：布莱、克鲁艾、埃特雷昂、贝桑地区芒德维尔、叙兰、贝桑地区图尔、滨海欧尔。

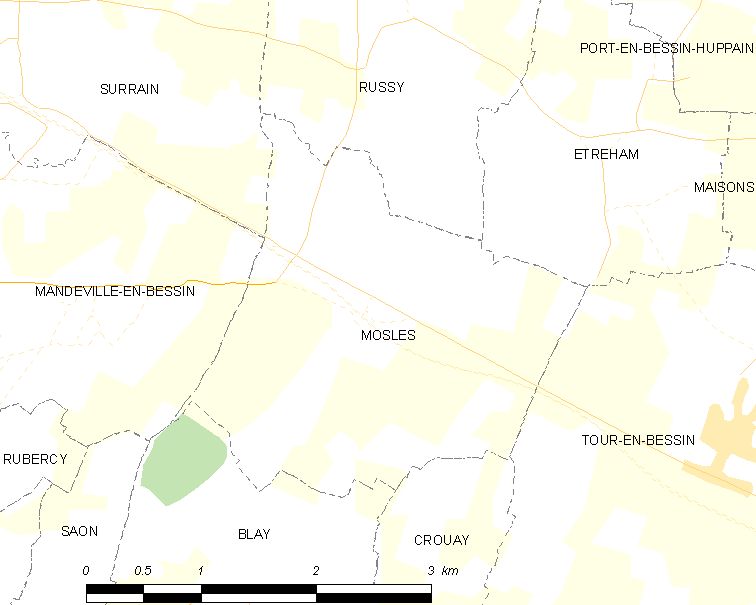
的OSM定位图

莫勒的时区为UTC+01:00、UTC+02:00（夏令时）。

## 行政
莫勒的邮政编码为14400，INSEE市镇编码为14453。

## 政治
莫勒所属的省级选区为特雷维耶尔县。

## 人口

1962-2008年间人口变化图示

莫勒于2022年1月1日时的人口数量为348人。